# Wilhelm Bruchmüller
Ernst Wilhelm Joachim Bruchmüller (* 17. Juni 1872 in Genninsch Warthebruch; † 1. März 1935 in Plauen) war ein deutscher Kultur- und Studentenhistoriker.

## Leben von Wilhelm Bruchmüller
Bruchmüller wurde als Sohn eines Pfarrers im neumärkischen Genninsch Warthebruch geboren. Im Alter von zwei Jahren kam er nach Tammendorf. Er besuchte die Gymnasien in Guben und Stralsund. Er studierte an den Universitäten Greifswald und Leipzig 1892–1897, wo er mit einer Arbeit über den sächsischen Kobaltbergbau zum Dr. phil. promoviert wurde. Wie er im Lebenslauf am Schluss seiner Dissertation bekennt, kam die Anregung zu diesem Thema von Karl Lamprecht, der von wesentlichem Einfluss auf ihn gewesen war. Bruchmüller war Mitglied der Burschenschaft Roter Löwe in Leipzig. Dass bei seinen ersten Veröffentlichungen häufig der Verlagsort Crossen erscheint, ist kein Zufall, sondern rührt wohl auch aus der Tatsache her, dass er ab 1893 Korrespondent des "Crossener Wochenblattes" war. Außerdem war er seit 1895 Redakteur der "Leipziger Volkszeitung". Überwiegend verdiente er seinen Lebensunterhalt jedoch als Journalist. Seit 1920 war er in Plauen im "Vogtländischen Anzeiger" gewissermaßen als der Hauptartikelschreiber tätig.
Bei seinen studentenhistorischen Arbeiten hat die Universität Leipzig einen zentralen Platz, wenngleich er sich nicht auf diese Hochschule beschränkte. Seine studentenhistorischen Arbeiten sind auch heute noch von Bedeutung. So schrieb er auch u. a. über Geschichten im Märkischen oder auch über westrheinische Geschichte, was sicher auch mit einem zeitweiligen Aufenthalt in Köln zusammenhängt, wo er 1898 bis 1902 im Stadtarchiv als Volontär beschäftigt gewesen war. Bruchmüller wies der Societas Sorabica, die die älteste Studentenverbindung überhaupt ist, ihren landsmannschaftlichen Charakter nach.
Bruchmüller heiratete 1901 Martha Kohtz; gemeinsam hatten sie einen Sohn.

## Werke (Auswahl)
- Folgen der Reformation und des 30-jährigen Krieges für die ländliche Verfassung und die Lage des Bauernstandes im östlichen Deutschland, besonders im östlichen Brandenburg und Pommern, Crossen 1897.
- Der Kobaltbergbau und die Blaufarbenwerke in Sachsen bis zum Jahre 1653 (Dissertation), Crossen 1897.  [Digital https://digital.slub-dresden.de/werkansicht/dlf/96216/1/0/]
- Der Leipziger Student 1409–1909, (Reprint der Originalausgabe zum 500. Universitätsjubiläumn), Eingeleitet von Holger Boedeker und Monika Schellenberg, Verlag Boedeker & Schellenberg, Langenhagen 2009.[3]
- Beiträge zur Geschichte der Universitäten Leipzig und Wittenberg, Leipzig 1898.
- Erinnerungen an Rügen und die Ostsee, Greifswald 1899.
- Märkische Lieder, Crossen 1903.
- Zur Wirtschaftsgeschichte eines rheinischen Klosters im XV. Jahrhundert, in: Westdeutsche Zeitschrift für Geschichte und Kunst 18 (1899), S. 266–308.
- Kleine Chronik der Universität Leipzig von 1409–1914, Leipzig 1914.
- Die älteste bestehende Studentenverbindung im 18. Jahrhundert [Sorabia Leipzig] (Akademische Rundschau 1917)
- Das deutsche Studententum von seinen Anfängen bis zur Gegenwart, Berlin-Leipzig 1922.